# 小垣江神明神社
小垣江神明神社（おがきえしんめいじんじゃ）とは、愛知県刈谷市小垣江町にある神社。名鉄三河線小垣江駅の西方徒歩5分の場所に鎮座している。

## 祭神
- 天照皇大神
- 豊受姫命

## 歴史
創建は崇峻天皇元年（588年）、伊勢神宮の内宮（天照大御神）と外宮（豊受大御神）から勧請して創建されたとされる。
天正5年（1577年）、西尾城主が小垣江神明神社の松を伐採しようとした時に祟りが起こったため、3000本の松を境内に植えて詫びとした。この際の生き残りの松が刈谷市指定天然記念物「神明神社の親子松」として残っていたが、1959年（昭和34年）9月の伊勢湾台風で倒壊した。

## 祭礼

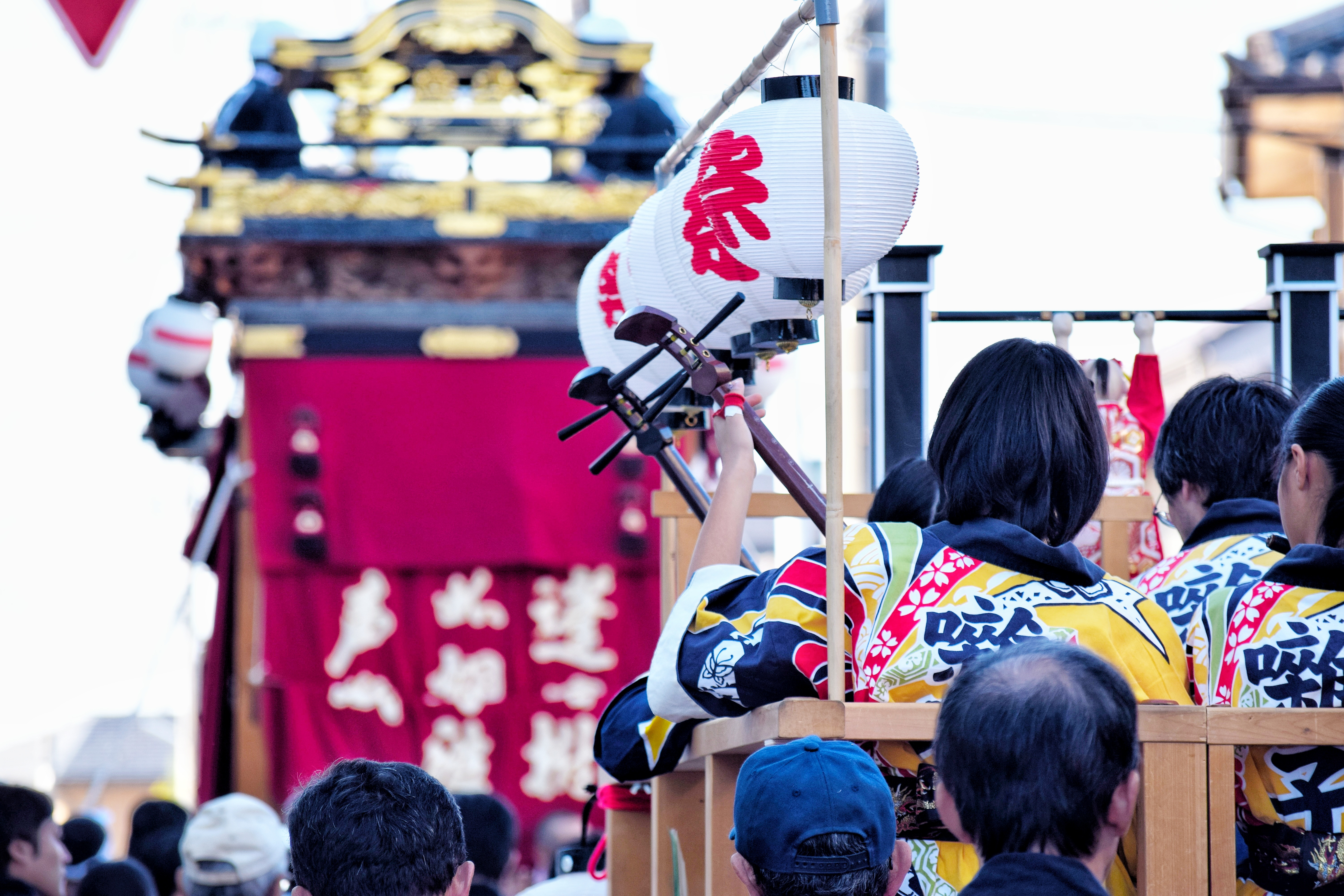
小垣江の山車

- 例大祭 - 毎年10月に開催される。若衆が馬に跳びついて走る駆馬神事（おまんと、大駆馬）が行われる。小垣江の山車が街中を引き回される。

## 境内社
- 龍神社（霏神）
- 津島社（素盞嗚尊）
- 熊野社（伊弉冊命、速玉男命、事解男命）
- 山神社（大山祇神）
- 御鍬社（伊佐波止美命、玉柱屋姫命）
- 八劔社（日本武尊）
- 荒神社（奥津彦神、奥津姫神）
- 水神社（罔象女神）
- 柘植社（大己貴命、天穂日命）
- 稲荷社（倉稲魂命）
- 住吉社（上筒之男神、中筒之男神、底筒之男神）